# Косян Василь Хомич
Василь Хомич Ко́сян (12 січня 1913, Головківка — 25 липня 2005, Київ) — український літературознавець, кандидат філологічних наук з 1963 року; член Спілки журналістів України з 1964 року.

## Біографія
Народився 30 грудня 1912 [12 січня 1913] року в селі Головківці (нині Черкаський район Черкаської області, Україна). 1937 року закінчив Київський університет.
Брав участь у німецько-радянській війні. Служив у стрілецьких і повітрянодесантних підрозділах. Нагороджений медаллю «За бойові заслуги» (23 грудня 1944), орденом Вітчизняної війни I ступеня (6 квітня 1985).
Працював у Києві. Протягом 1948—1962 років — науковий співробітник, завідувач відділу Державного музею Тараса Шевченка. Член КПРС з 1962 року. У 1962—1966 роках обіймав посаду директора Літературно-меморіального будинку-музею Тараса Шевченка. 1963 року захистив кандидатську дисертацію на тему: «Поетична творчість Тараса Григоровича Шевченка після заслання (1857—1861 роки)». У 1966—1973 роках — старший науковий редактор Української радянської енциклопедії. Помер у Києві 25 липня 2005 року.

## Наукова діяльність
Автор:
- досліджень: «Антирелігійна поема Тараса Шевченка „Марія“» (1960), «Шевченко і сучасність» (1964);
- книг: «Червона зірка» (1977), «В боях кувалась перемога» (1980), «Людина працею велична» (1989), «Тарас Шевченко» (1991);
- низки статей про українських радянських письменників в Українській радянській та Українській літературній енциклопедіях.

Як упорядник брав участь у підготовці книжок:
- «Біографія Тараса Шевченка за спогадами сучасників» (1958);
- збірника висловлювань про Тараса Шевченка «Великий Кобзар у пам'яті народній» (1961, разом із Дмитром Красицьким);
- «Тарас Шевченко в художній літературі» (1964, разом із Н. С. Ткаченко).

У 1964 році уклав путівник «Будинок-музей Тараса Шевченка в Києві», брав участь у складанні аналогічного видання «Шляхами великого Кобзаря». Опублікував матеріали про діяльність київських музеїв Шевченка тощо. Написав низку шевченкознавчих статей, зокрема:
- «Богдан Хмельницький та місця його діяльності в малюнках Тараса Шевченка» // «Дніпро», 1954, № 3;
- «Нове про Шевченка» // «Літературна газета». 1956. 15 листопада;
- «Шевченко в Почаеве» // «Советская Украина», 1958, № 4;
- «Эпос революционного подвига» // «Советская Украина», 1961, № 5;
- «Сатира Тараса Шевченка останніх років» // «Жовтень», 1961, № 4;
- «Поема Тараса Шевченка „Юродивий“» // «Питання шевченкознавства», 1962, випуск 3;
- «Шевченко про Котляревського» // «Зоря Полтавщини», 1963, 12 листопада.

У низці публікацій запропонував мистецтвознавчий аналіз окремих малюнків Тараса Шевченка, проаналізував його поеми «Неофіти», «Юродивий», «Марія», сатиру в поезії останніх років. Уперше опублікував два документи з Тернопільського обласного архіву про перебування Тараса Шевченка в Почаєві.
У періодичній пресі публікував відгуки на нові шевченкознавчі дослідження, зокрема на книги «Життя і діяльність Тараса Шевченка» Дмитра Косарика (1955), «Історичне минуле українського народу в творчості Тараса Шевченка» Михайла Марченка (1957), «Літопис життя і творчості Тараса Шевченка» Василя Анісова та Єлизавети Середи (1959), «Тарас Григорович Шевченко. Біографія» (1960), «Заповіт. Мовами народів світу» (1960) та інші.
Розробив проєкт експозицій музеїв Тараса Шевченка в Торонто (відкрито у 1951 році) та Форт-Шевченко (1954).